# Karakoca, Karacabey
Karakoca là một xã thuộc huyện Karacabey, tỉnh Bursa, Thổ Nhĩ Kỳ. Dân số thời điểm năm 2011 là 1.075 người.